# Шаповал, Александр Андреевич
Александр Андреевич Шаповал  (1888, Писарщина — 1972, Чикаго) — украинский военный деятель, полковник Армии УНР. Родился на хуторе Писарщині (Максимвке) Пирятинского уезда в крестьянской семье.

## Жизнеописание
Командир 1 казачьего полка им. Богдана Хмельницкого (1917), принимал участие в восстании против гетмана (1918).
При Директории командир Правобережного фронта Армии УНР в борьбе против большевиков, с 13 февраля 1919 в министерстве военных дел в правительстве Сергея Остапенко. Принадлежал к Украинской Партии Социалистов-Самостийников, впоследствии гетманец.
В 1921 году произведён в звание Генерал-хорунжий.
В эмиграции в Праге заведующий библиотеки Украинского Высокого Педагогического Института им. Михаила Драгоманова.
С 1930 году в США, «наказной атаман» Гетманской Сечи и редактор её органа-журнала «Сич». Жил в Чикаго, похоронен в Ричмонде (Мейн).

## Произведения
Шаповал — автор около 60 публицистических трудов и социологических исследований, в частности «Революционный социализм на Украине» (1921), «Старая и новая Украина» (1926), «Межнациональное положение украинского народа» (1934), «Великая революция и украинская освободительная программа» (1928).